# Milford (hrabstwo Worcester)
Milford – jednostka osadnicza w Stanach Zjednoczonych, w stanie Massachusetts, w hrabstwie Worcester.